# Artur Håkansson
Karl Artur Heribert Håkansson, född 16 mars 1896 i Karlskrona, död 19 juli 1961 i Lund, var en svensk botaniker.
Artur Håkansson var son till köpmannen Alfred Håkansson. Efter studentexamen i Karlskrona 1915 studerade han vid Lunds universitet och blev 1919 filosofie kandidat och filosofie magister, 1921 filosofie licentiat samt 1923 filosofie doktor och docent i botanik. Åren 1930–1934 uppehöll han professuren i systematisk botanik i Lund. Håkanssons botaniska gärning inföll huvudsakligen inom embryologin och cytologin. Som embryolog studerade han bland annat taccacéernas utvecklingshistoria (1921), publicerat den stora undersökningen Studien über die Entwicklungsgeschichte der Umbelliferea (1923, doktorsavhandling) samt under senare år studerat embrylogin hos fingerörtssläktet och pseudogama former av fjällgröe. Främst var dock cytologin hans forskningsfält, och han ägnade sig särskilt åt växternas kromosomtal och åt betydelsen för artbildningen att dessa tal ändras och har i flera arbeten behandlat kromosomringbildningen hos nattljussläktet, ärtsläktet med flera växtsläkten och studerat ringbildning och andra cytologiska fenomen hos atlasblomma. Han undersökte även cytologiskt hybridiseringen hos atlasblomma och videsläktet. Därutöver studerade han tillsammans med Gustaf Alsterberg möjligheten att på fysiologisk-kemisk väg utröna möjligheten till könsbestämningar.